# Erőmű-lakótelep
A dorogi Erőmű-lakótelep a város egyik kisebb lakótelepe, a városközponthoz közel, a Bécsi út és az erőmű közti területen fekszik, 18 számozott épületből áll, ezekből 4 iparosított technológiával készült lakótömb, a többi társasház és ikerház.

## Története
A lakótelep mai területén az 1930-as évek végén még mező volt, utána kezdődött a szolgálati lakások kialakítása az erőművi dolgozók számára az erőmű és a városközpont közelében, a Bimbó és Orgona utca végén, ami akkor a település végét is jelentette. Az 1950-es évekre 14 számozott épületből állt a telep, ikerházakból és társasházakból, gondozott kiskertekkel.
A csendes munkástelepet az 1970-es években érte el a korábban jórészt földszintes Dorog városképét teljesen átformáló szocialista urbanizáció. Az 1970-es években a telep északnyugati határán felépült két iparosított technológiával készült három emeletes épülettömb egyenként 6 lakással, a magasföldszint alatt garázsokkal. A hőerőmű újjáépítésével párhuzamosan az 1979-1980-ban felépült két újabb épülettömb, a 4 szintes, egyenként 7 db 75 négyzetméteres lakást magában foglaló egyedi, nem típustervek alapján, gázbeton téglából készült, vasbeton vázszerkezetű, vakolt falú, fehérre festett, helyenként faburkolatú lépcsőházak viszonylagos magasságuk miatt a környék meghatározó épületei. A környéket díszcserjékkel parkosították és egy kisebb aszfaltburkolatú sportpályát is építettek. 2010-ben egy társasházi pályázat keretében az első helyezettnek járó 1 millió forintból felújították a lakótelep sportpályáját és a kerthelyiség létesítményeit, többek között egy új játszótérrel is gazdagodott a lakóközösség. A kivitelezés a lakók összefogásával, közösségi munkában valósult meg.
Elhelyezkedése kedvező, magasabban fekszik mint a város legnagyobb része, így az emeleti erkélyekről szép kilátás nyílik a városra és a Pilisre. A városközponti buszmegállók gyalog 5 perc alatt megközelíthetőek. A két négyszintes tömb egyben a Bécsi út páratlan oldalának utolsó lakóépületei is, egy kisebb park választja el a Richter Gedeon Nyrt. gyártelepeitől. A Bécsi út és a Richter gyógyszergyár irányában is hozzávetőlegesen két méter magas, fákkal és bokrokkal takart betonfal veszi körül, ami zajvédőként is szolgál, illetve megakadályozza, hogy a környék gyermekei a forgalmas 10-es út közelébe mehessenek.